# 朱友雍
朱 友雍（しゅ ゆうよう、? - 923年）は、後梁の太祖朱全忠の六男。

## 略歴
後梁の建国後、賀王に封じられた。923年、後唐の侵攻の迫るなか、末帝朱友貞に叛乱を企んだと疑われ、弟の建王朱友徽と殺された。
後梁が滅亡すると、寡妻の石氏は後唐の荘宗李存勗によって召された。石氏は喚いたり罵ったりしたので荘宗に殺された。